# Matthias Grünewald
Matthias Grünewald ili Mathis Gothart Nithart (Würzburg, između 1475./1480. – Halle, 31. kolovoza 1528.)  bio je  njemački slikar.  

## Životopis
Detalji njegova života poprilično su nerazjašnjeni za slikara tako velikog značaja kakvog je bio Grünewald za svog vremena. Vjerojatno je rođen u Würzburg tijekom sedamdesetih godina 15. stoljeća.  Njegovo ime sigurno nije bilo Grünewald, što je pogreška autora iz 17.stoljeća Joachima von Sandrarta, koji ga je pobrkao s drugim umjetnikom. U starim dokumentima nalazimo ga pod imenom „Mathis der Maler“, te znamo da se je koristio s dva prezimena Gothart i Nithardt, i da je njegov monogram bio M.G.N. (Mathis Gothard Nithart).
Od oko 1500. čini se da je živio u Seligenstadtu, a od 1510. do 1525. služio je na dvoru u Rhinelandu kao slikar i vjerojatno arhitekt (ili barem kao nadzornik građevinarskih radova). To radno mjesto napušta 1525. (moguće radi svojeg vjerskog priklanjanja protestantizmu). Umro je u Halleu 1528. godine.

## Djelo
Nažalost mali je broj njegovih djela sačuvan, a ona koja jesu isključivo su religioznog sadržaja. Među njima je i Isenheimski oltar (dovršen 1515.). koji se danas čuva u Muzeju Unterlinden u Colmaru (Francuska). Grünevaldovo slikarstvo nosi odjek kasne gotike iako u sebi sadrži neke elemente renesanse (kao što je poznavanje perspektive), zato se Grünewalda može u literaturi naći svrstanog među renesansne slikare sjeverne Europe. Njegov izrazito individualni stil očituje se naturalizmom, dramatičnom formom, ekspresijom likova, živom bojom i svijetlom.

### Pregled očuvanih slika
| Prizor | Pripadnost većemu djelu                            | Nastalo              | Mjesto čuvanja                                                                                 | Slika |
| --- | -------------------------------------------------- | -------------------- | ---------------------------------------------------------------------------------------------- | ----- |
| Posljednja večera | Coburška ploča                                     | oko 1500.            | Coburg (Bavarska), Zbirka umjetnina dvorca Veste Coburg                                        |       |
| Sveta Janja | Coburška ploča                                     | oko 1500.            | Coburg, Zbirka umjetnina dvorca Veste Coburg                                                   |       |
| Sveta Doroteja | Coburška ploča                                     | oko 1500.            | Coburg, Zbirka umjetnina dvorca Veste Coburg                                                   |       |
| Čovjek boli i Četrnaest pomoćnika u nevolji                                                                                   | Lindenhardtski oltar                               | oko 1503.            | Lindenhardt, Župna crkva sv. Mihovila (Pfarrkirche St. Michael)                                |       |
| Izrugivanje Kristu |                                                    | između 1503. i 1505. | München, Stara pinakoteka (Alte Pinakothek)                                                    |       |
| Raspeti Krist | Bazelsko raspeće                                   | između 1505. i 1506. | Basel, Kunstmuseum Basel                                                                       |       |
| Sveti Cirijak ozdravlja Dioklecijanovu kćer od opsjednuća                                                                     | Hellerov oltar                                     | između 1509. i 1511. | Frankfurt na Majni, Städelsches Kunstinstitut, stalni postav Frankfurtskoga povijesnoga muzeja |       |
| Sveta Elizabeta Ugarska | Hellerov oltar                                     | između 1509. i 1511. | Karlsruhe, Staatliche Kunsthalle                                                               |       |
| Sveti Lovro | Hellerov oltar                                     | između 1509. i 1511. | Frankfurt na Majni, Städel, stalni postav Frankfurtskoga povijesnoga muzeja                    |       |
| Sveta Lucija | Hellerov oltar                                     | između 1509. i 1511. | Karlsruhe, Staatliche Kunsthalle                                                               |       |
| Raspeti Krist | Washingtonsko raspeće, Malo raspeće                | između 1511. i 1520. | Washington, National Gallery of Art                                                            |       |
| Uskrsnuće Isusa Krista | Isenheimski oltar                                  | između 1512. i 1516. | Colmar, Muzej Unterlinden                                                                      |       |
| Posjet svetoga Antuna Pustinjaka svetomu Pavlu iz Tebe                                                                        | Isenheimski oltar                                  | između 1512. i 1516. | Colmar, Muzej Unterlinden                                                                      |       |
| Božji grob | Isenheimski oltar                                  | između 1512. i 1516. | Colmar, Muzej Unterlinden                                                                      |       |
| Anđeoski pijev i Gospa s Djetetom                                                                                             | Isenheimski oltar                                  | između 1512. i 1516. | Colmar, Muzej Unterlinden                                                                      |       |
| Sveti Antun Pustinjak | Isenheimski oltar                                  | između 1512. i 1516. | Colmar, Muzej Unterlinden                                                                      |       |
| Sveti Sebastijan | Isenheimski oltar                                  | između 1512. i 1516. | Colmar, Muzej Unterlinden                                                                      |       |
| Raspeti Krist | Isenheimski oltar / Isenheimsko raspeće            | između 1512. i 1516. | Colmar, Muzej Unterlinden                                                                      |       |
| Navještenje arkanđela Gabrijela Blaženoj Djevici Mariji da će po Duhu Svetom začeti i roditi Isusa Krista                     | Isenheimski oltar                                  | između 1512. i 1516. | Colmar, Muzej Unterlinden                                                                      |       |
| Napastovanje svetoga Antuna                                                                                                   | Isenheimski oltar                                  | između 1512. i 1516. | Colmar, Muzej Unterlinden                                                                      |       |
| Stuppaška Gospa | Oltar Gospe Snježne                                | između 1516. i 1519. | Stuppach, Bad Mergentheim, župna crkva                                                         |       |
| Papa Liberij okolčuje zemljište na kojem je 5. kolovoza 352. po čudu pao snijeg za buduću baziliku Svete Marije Velike u Rimu | Oltar Gospe Snježne                                | između 1516. i 1519. | Freiburg u Breisgauu, Augustinermuseum                                                         |       |
| Malo raspeće |                                                    | između 1519. i 1520. | Washington, National Gallery of Art                                                            |       |
| Sveti Mauricij prima svetoga Erazma Formijskoga                                                                               |                                                    | između 1520. i 1524. | München, Stara pinakoteka (Alte Pinakothek)                                                    |       |
| Krist nosi križ | Tauberbischofsheimski oltar                        | između 1523. i 1525. | Karlsruhe, Staatliche Kunsthalle                                                               |       |
| Raspeti Krist | Tauberbischofsheimski oltar / Karlsruhesko raspeće | između 1523. i 1525. | Karlsruhe, Staatliche Kunsthalle                                                               |       |
| Božji grob |                                                    | oko 1525.            | Aschaffenburg, zborna crkva svetih Petra i Aleksandra (Stiftskirche St. Peter und Alexander)   |       |

## Galerija
- Isenheimski oltar (zatvoren)
- Djevica Marija s djetetom
- Raspeće iz Basela

## Vanjske poveznice
- Muzej Unterlinden

|  | Portal Njemačke – Pristup člancima sa tematikom o Njemačkoj. |